# 藤島奨
藤島 奨（ふじしま しょう、大正4年（1915年） - 平成14年（2002年）7月23日、本名 奨＝すすむ）は、東京都出身の洋画家。愛知県に美術専門課程の設置運動を起こし、愛知県立旭丘高等学校美術課程創設。愛知県立旭丘高等学校教諭、河合塾美術研究所所長、名古屋女子大学教授を歴任。愛知県芸術選奨文化賞受賞、愛知県文化功労者。日展参与、一水会役員。

## 来歴
1915年、東京都生まれ。1941年応召入隊、1945年復員。1946年名古屋市立第四高等女学校（合併後は名古屋市立桜台高等学校）で教鞭をとる。
女性をモチーフにした作品を制作。
1947年第9回一水会展に初入選し、以後出品を重ねる。1954年一水会会員、1960年同会委員、1977年同会常任委員、1995年同会運営委員。
1948年名古屋市立桜台高等学校で教鞭をとる。この頃から愛知県に美術専門課程の設置運動を起こし、愛知県立旭丘高等学校美術課程創設（1950年）に尽力した。1949年から1970年まで愛知県立旭丘高等学校で美術の教鞭をとる。青少年の絵画制作能力の開発に独自の指導方法によって著しい効果をあげた。
1950年、第6回日展に初入選し、以後出品を重ねる。1954年一水会入会、1957年中部一水会設立に参加。
1970年、文化庁主催日本代表作家展。
河合塾美術研究所に勤務し、のちに所長となる。1978年、名古屋女子大学教授。1992年同大学退任。
1983年日展会員、1992年日展評議員、1996年日展参与。
2002年7月23日、前立腺癌のため死去。

## 受賞
- 1947年、第9回一水会展入選
- 1950年、第6回日展入選
- 1953年、第15回一水会賞
- 1969年、第1回改組日展特選
- 1976年、第8回日展特選
- 1987年、第19回日展会員賞
- 1970年、文化庁主催日本代表作家
- 1979年、愛知県芸術選奨文化賞
- 1998年、愛知県文化功労者

## 展覧会

### 個展
- 1987年、刈谷市美術館
- 1988年、名古屋・日動画廊
- 1999年、名古屋・電気文化会館ギャラリー
- 2008年、（遺作展）名古屋・電気文化会館ギャラリー

### その他
- 1970年、文化庁主催日本代表作家展

## 主な作品
愛知県美術館所蔵作品
- 1963年「サーカス」（グアッシュ・紙、77.7 x 102.5cm）
- 1994年「百花」（着色・紙本、16.8 x 52.2cm）
- 1982年「赤い帽子」（油彩・画布、193.0 x 133.0cm）
- 1969年「静物」（油彩・画布、163.5 x 98.6cm）

刈谷市美術館所蔵作品
- 1975年「静物」（油彩・キャンバス、162.0×112.0cm）
- 1978年「婦人像」（油彩・キャンバス、162.0×130.3cm）
- 1984年「姉妹」（油彩・キャンバス、130.5×130.5cm）

愛知県警察本部所蔵作品
- 「白い服」（油彩・キャンバス、163.5 x 98.6cm）

第29回日展出品作
- 「踊る」（油彩 F130）